# Simulium schwetzi
Simulium schwetzi es una especie de insecto del género Simulium, familia Simuliidae, orden Diptera.
Fue descrita científicamente por Wanson, 1947.